# Strada statale 476 di Galatina
La ex strada statale 476 di Galatina (SS 476), ora strada provinciale 362 di Galatina (SP 362), è una strada provinciale italiana che attraversa longitudinalmente il Salento.

## Percorso
La strada ha origine nel centro abitato di Lecce, dal quale esce in direzione sud incrociando la strada statale 694 Tangenziale Ovest di Lecce, accessibile tramite lo svincolo 12. L'arteria evita in variante l'attraversamento di San Cesario di Lecce e prosegue incrociando la ex strada statale 664 Mediana del Salento nei pressi di San Donato di Lecce.
Il percorso, insistendo sempre verso sud, arriva ad attraversare Galatina dalla quale esce deviando verso sud-est e dirigendosi verso Sogliano Cavour prima e Cutrofiano poi, dove incrocia la ex strada statale 497 di Maglie e di Santa Cesarea Terme.
Con itinerario perfettamente lineare, la strada prosegue nella medesima direzione incrociando la ex strada statale 459 di Parabita e passando poi per Supersano e Ruffano, oltre il quale la strada si innesta sulla ex strada statale 474 di Taurisano.
In seguito al decreto legislativo n. 112 del 1998, dal 2001 la gestione è passata dall'ANAS alla Regione Puglia, che ha provveduto al trasferimento dell'infrastruttura al demanio della Provincia di Lecce.